# 勇者エクスカイザー
『勇者エクスカイザー』（ゆうしゃエクスカイザー、Brave Exkaiser/Brave Fighter Exkaiser）は、1990年2月3日から1991年1月26日まで、テレビ朝日系列で全48話が放送された、名古屋テレビ・サンライズ制作のSFロボットアニメ。『勇者シリーズ』の第1作目に当たる。
放送時間は、1990年9月29日放送分（第33話）まで毎週土曜17:30 - 18:00、同年10月6日放送分（第34話）より30分繰り上げとなる同17:00 - 17:30（いずれもJST）。

## 概要
本作品は、それまで土曜17時台後半の名古屋テレビ・サンライズ制作のテレビアニメ枠で続いて来た「リアル・ロボット路線」から大きく方向転換し、低年齢層をメインターゲットとした「スーパーロボット路線」の作品として企画された。同時に、「子供向けのロボットものを3年」という約束で始めたと監督の谷田部勝義が述懐しているように、本作品では企画の当初から「純粋な子供番組」が志向され、全編に亘って「複雑な設定を排除する」という姿勢が通されている。企画当初の名称は『エクスカリバー』だったが、商標の関係で通らず、現在のタイトルである『エクスカイザー』になった。また『勇者』と付けたのは『勇者ライディーン』から。
メインスポンサーであるタカラが手掛けた『トランスフォーマーシリーズ』の「地球の外からやって来た、宇宙人が地球の乗り物に姿を変える」要素を受け継ぎつつも、描写はそれまでのサンライズ制作のロボットアニメで培われたノウハウがふんだんに活かされている。一方で企画の立ち上げに際しては、タカラから提示された「『トランスフォーマー』とはあくまで異なる切り口」でという条件のもと、谷田部や高松信司（本作品では演出を担当）らによる相談の末に後述する「宝探し」や、「宇宙海賊が敵」というテーマ・コンセプトが打ち出されていった。同様にトランスフォーマーとの対比として、本作品に登場するロボットをヒーローとして描くこと、そしてその前提から日常、即ちメインターゲットである未就学児童にとってのそれを描くことが志向されている。彼らよりやや年上の小学生を物語の芯に据え、作中においてその主人公たちとロボットの交流を描いたのも、前述した「日常」を未就学児童らにとって理解できる範疇とするため、そしてとにかくヒーローを格好いいと思わせるための試みの一つでもあった。
本作品は幼い子供でも理解しうる、単純明快なテーマとして「宝（物）探し」を扱っており、1話完結の基本フォーマットを通じて毎週異なる「宝物」が設定され、失いかけて初めて分かる大切な物の価値を視聴者に再認識させる作りとなっている。同時にこのテーマは最終回のサブタイトルにもなり、エクスカイザーとダイノガイストとの最後の勝負の場において示された。この時に語られた本作品における「最後の宝物」は、後の歴代の勇者たちも最重要視する基本的な概念として、以降のシリーズに受け継がれていった。また、後続のシリーズ作品にも引き継がれた重要なファクターの一つと言える「主人公の少年と勇者ロボが対等の友人関係である」雰囲気を、最も色濃く出している。
玩具の売り上げは、同年に放送されたテレビアニメ・特撮番組の中でもヒットし、タカラによると「今までで、一番良かった」としている。他方で、同年末にはスーパーファミコンが発売され、タカラもこれを予想して関連商品の生産数量を絞ったが、年末商戦では大量の在庫が発生するなど、売上不振に陥った。この結果を受け、タカラの奥出信行は「ドラマ設定が大切になってくる。カッコいい、迫力がある、デザインが良いだけではもう追い付けない」という、『勇者シリーズ』の行く末を見通したかのような発言を残している。もっとも、当時タカラに勤務していた漫画家の田中圭一によると、「（関西では）年末に問屋間転送を行って調整をしたため在庫は残らなかった」とも述懐している。

## あらすじ
西暦2001年。無数の星々を荒らし回った「宇宙海賊ガイスター」は新たな宝を狙い、地球へ侵入した。彼らを追って地球へやって来たのは「宇宙警察カイザーズ」のリーダー「エクスカイザー」とその仲間たち。
エクスカイザーと仲間たちは地球の乗り物と融合し、巨大ロボへと変化する力を持っている。そんな中、小学3年生の少年・星川コウタは、父のカメラを持ち出して出かけている時に、そのカメラを「宝」と認識したガイスターに襲われてしまう。だが、自宅の車に融合していたエクスカイザーが駆けつけたことでコウタは難を逃れた。この事件を機にコウタとエクスカイザーは2人だけの秘密の友達として友情を深め、ガイスターの野望に立ち向かっていく。

## 登場人物
星川 コウタ（）
声 - 渡辺久美子
本作品の主人公。朝日台小学校の3年B組在籍。好きな物は、スポーツ全般。将来の夢は、宇宙飛行士と野球選手。4年生になったらサッカー部に入部するつもりらしい。祖父の形見のカメラを大事にしている。嫌いな食べ物は納豆とアスパラガス。
明るく素直な性格であり、自ら事件への協力を申し出るような勇敢さを持つ少年。エクスカイザーの正体を知ったことから、カイザーズの協力者となり、彼らをサポート。エクスカイザーが知らない地球の文化や文明に関する知識を教える反面、困った時に助言を受けることもある。
ガイスターとの戦いを終えて、地球を去るカイザーズを見送りながらも別れの寂しさから立ち直れずにいたが、ヨーコに励まされたことでエクスカイザーとの心の繋がりを思い出し、立ち直った。
第15話冒頭の夢の中では唐突にキングエクスカイザーの格好及び、その身長になって、ホーンガイストを撃退していた。

星川 フーコ（）
声 - 神代知衣
コウタの姉で朝日台中学1年生。年齢は13歳。趣味は買い食いで好きな物はあんまん。50m走 7.1秒の記録を持つ。第29話で誕生日を迎える。
ミーハーで強欲で意地っ張りな性格で浪費癖家。人気俳優J・ローンのファンだったが、ハンサムな有名人に目がなく、歌舞伎役者のコスケや騎手の宝豊（たからゆたか）など作中に登場する有名人への心の移り変わりがかなり激しい。
浪費癖も酷いため作品を通して万年金欠。小遣いアップのための手伝いなどもしているが、J・ローンの写真集が欲しいがためにコウタの貯金を巻き上げようとしたり、造幣局に取材に行く徳田にくっついていき、5万円の記念金貨が落ちてないかなどと考えて探し回るなど貯金や働くなどの努力に欠ける面も目立つ。
日頃から体重を非常に気にしてダイエット目的にいろいろな試行錯誤で本人なりに改善しようとする努力は見られるが、その努力の方向性は間違っていることが多く、そもそも日頃の買い食いなどが災いして努力は無駄になっている。また、火事で逃げ場を失いそうな危機的状況であるにもかかわらず、高級料理に目がくらみ、料理を火事場泥棒しようとするほど食い意地も張っている。
コウタとはケンカもするが、危機的な状況では命懸けでコウタを守ろうとするので姉弟仲は悪くない。
トラックに轢かれそうになった際、ダッシュマックスに助けてもらったことがあり、顔を見てもいないのに「素敵な男性（本人のイメージは爽やかな金髪の男性）が乗った車」と勝手に誤解している。七夕だったこともあり「私の彦星サマ」と熱を上げている。

星川 ジンイチ（）
声 - 西村知道
コウタの父で東都新聞社の編集長。41歳。趣味はママとのデート、ゴルフ。ヘリコプターの操縦免許も持ち自ら現場に赴くこともあるアクティブな人物。
自宅では穏やかな雰囲気で妻のヨーコにはデレデレで今でもラブラブな関係。よく家族サービスで出かけては2人でのデートになったりすることもしばしば。一方でコウタやフーコにも優しい人物で、作中でもよく家族旅行などに出かける家族のことは疎かにしない良き父親である。超の付くヘビースモーカーで、仕事が煮詰まると仕事場が煙で充満して部下が苦しむほど。家族（特に子供たち）からも煙たがられており、第30話では禁煙を試みることもあるが仕事に支障をきたして徳田にからかわれてしまうミスをしてしまうなど失敗しており、コウタの「今度は」という発言をしていることから今までも何度か挑戦しているが長続きしていない。
自宅では妻にデレデレだが、仕事に出る際は気合を入れて仕事モードに気持ちを切り替えると自宅とは打って変わって表情が引き締まった仕事に厳しい人に変わり、ジャーナリストとしての高い倫理観を持ち、徳田にも厳しい激をよく飛ばす怖い人物になる。

星川 ヨーコ（）
声 - さとうあい
コウタの母で専業主婦。実家は華族の出身。35歳。趣味はインテリアデザインであり、マイホームを自分で設計する腕を持つ。第42話で誕生日を迎える。
明るく優しい反面、言葉の聞き間違い「野球が好き」という単語を「焼きうどん」と聞き間違ったり、尋常じゃない量の食事や今から旅行というのにカレーを作ったりとなかなかの天然な人物。
運転免許を持っているが、まるでレーサーかのような危険運転であり、乗った子供たちは振り回されて失神寸前になることから恐れられている。ただし、気持ちが落ち込んでいると景色を楽しめるくらい安全運転になる。
普段は天然な雰囲気からおっとりしているが、家族への愛情は非情に強く、ジンイチとは今でも非常に仲が良く子供たちも呆れてしまうほど。子供たちにも同じくらいの愛情を注いでおり、母の日にガイスターたちに拐われかけた際、助けようとしたコウタに危険が迫った時にガイスターを一喝したことも。
祈祷で天気を晴れにしようとしたり（ちなみに予報は晴れ）、競馬で大当たりを出すなど、しばしば浮世離れした一面を見せるが、徳田からは「運が良過ぎる」と評されている。

マリオ
声 - 安西正弘（第1 - 22話）、巻島直樹（第24 - 48話）
星川家の愛犬。チャウチャウの雑種。コウタの小学校入学前に田舎のおばあちゃんから贈られた。
コウタとは大の仲良しであり、コウタと同じく、エクスカイザーたちの良き協力者となる。人懐っこい性格で頭も良く、エクスカイザーが出動する際、ヨーコの気をそらすために騒いだりしてごまかすことが得意技。家族からは大事にされているがフーコからは大事にされながらも割とぞんざいに扱われている。
第41話でワンワンコンテストに出場するためにフーコから様々なトレーニングを受けるが「ダメ犬」「人面犬」などと厳しい言われ方をされてショックで家出してしまったこともあるが、本当は大事に思われていることを知って無事に帰ってきた。その後コンテストに出場するが他の参加犬共々、ガイスターに捕らわれてしまうが袋から自力で脱出した後やな袋全体を破いて他の犬たちを救出する活躍を見せてその活躍を称えられ優勝した。
場面が切り替わる際にストーリーに関係なく登場することがある。

徳田 オサム（）
声 - 山寺宏一
星川ジンイチの務める東都新聞社の記者で、ジンイチの部下。当初は28歳（第31話以降は29歳）。好物は佃煮。独身のため星川家に押しかけては食事をご馳走になることもしばしば。
かなりのドジで毎回の事件現場でカメラを壊したり、フィルムを入れ忘れたりして、特ダネの証拠写真を撮り逃すことが多く、その度に編集長のジンイチに説教されている。取材方法も警備やスタッフに止められているにも関わらず「いいからいいから」と強引に入り込もうとして大モメしてしまうなど勝手でいい加減である。
自分だけの特ダネと言ってはよく騒ぐものの、大半は他のマスコミ媒体が先に報道されているのだが、他の記者と感覚がズレているせいかガイスターを嗅ぎつける嗅覚は非常に優秀で誰よりも早く駆けつける。とはいえいつものドジで撮影出来ずに終わってしまうのがオチ。
エネルギー生命体捕獲装置の欠点に気づき、捕獲装置の機能を封じてエクスカイザーの危機を2度も救うが、2度目はコウタと協力したことでダイノガイストにコウタが狙われたためにコウタの身代わりとなり、ガイスターに捕らわれてしまう。エクスカイザーに救出された後、グレートエクスカイザーとダイノガイストの戦闘を撮影することに成功。彼の特ダネにより、地球に平和が戻ったことも伝わった。
第14話には、故郷から上京して来た母親が登場。

月山 コトミ（）
声 - 横山智佐
コウタの同級生でコウタとタクミの憧れの存在。趣味は昼メロ鑑賞とエアロビクス。特技はピアノの演奏。第12話で誕生日を迎える。父親のドイツ土産の妖精人形が宝物。
コウタとタクミのアイドル的存在で、2人から様々な誘いを受けるがコウタが誘おうとするとタクミと一緒だったり、逆にタクミが誘うとコウタといたりする。フーコほどではないが、若干ミーハーな一面もある。カイザーズの音楽会においては、ピアノ演奏を務めた。
家族は第5話で母親、第16話では従兄でカーレーサーの俊太郎（声 - 松本保典）、第41話では父が友達から譲り受けたプードル犬のジュリエットが登場。

金有 タクミ（）
声 - 森田千明
コウタの同級生であり恋のライバル。
父親が様々な会社を経営する社長で、超の付くお金持ち。作中で行われる大きなイベントは大抵のものが主催だったり資金援助などのスポンサーなどで関わっているためかなりの規模の会社のお坊っちゃま。それゆえに気障でワガママな性格であり、一見するとプライドが高いように見せているが実は寂しがり屋で臆病。父親の会社が主催するイベントなどでは自慢しにしゃしゃり出てくるが、小学生らしくはしゃぐこともよくあり、ハロウィンではオバケの衣装ではなく張り切ってエクスカイザーのコスプレを準備していた。
コトミに好意を抱いており、モーションをかけることが多く、出かけることもあるものの、誘い方が金に物を言わせる的な自慢が多いため、その場合大抵はコウタに付いていってしまうというオチで空回りするのがお約束。コウタとはコトミを巡るライバルでもあるため、コウタに嫌味な態度を取ることも少なくないが互いに友情を抱いてもいる。
運動オンチだが野球でホームランを打つために練習に励み、ホームランを打つことに成功。運動会では裸足だったにも関わらず、100m走で3位になった。
家族に関しては、両親は多忙な日々を送っているため、普段は執事（声 - 山寺宏一）が面倒を見てくれている。第41話では、グレート・デーンのゴールド号が登場。

武者小路（）先生
声 - 竹口安芸子
コウタたちの担任で初老の女性教師。名前は第34話で判明。
著名な陸上選手のジェイナー（声 - 伊倉一寿）の元・担任でもあり、生徒である市村コスケ（声 - 安達忍）の父で歌舞伎役者の市村千代ノ介（声 - 仁内建之）のファンでもある。
家族に関しては、第12話で母親のことに触れられている。

勝木（）レポーター
声 - 岡田ルミ
関東テレビの女性リポーター。作中では全編通して名前については言及されていない。
取材と中継リポートに熱心だが「宝」と言う表現を頻繁に用いるため、彼女のリポートがガイスターの襲撃の切っ掛けになることが多く、毎回の取材現場でガイスターに遭遇する羽目にもなっている。同じ事件現場で取材中の徳田が偶発的とはいえ邪魔をするため、彼を足で踏み付けたり、ドロップキックをすることもしばしば。

逸毛野 宏（）
声 - 小杉十郎太
関東テレビのアナウンサー。ヨーコは彼のファンでもある。
主にニュースキャスターを務めるが視聴者参加型のアイドル オーディション番組『君こそ金の卵だ！』の司会も担当。彼も「宝」と言う表現を多用するため、ガイスター襲撃のきっかけになることが多い。

所田 寿三郎（）
声 - 二又一成
オールマイティーな博士。
火山学、天文学、地質学、科学、ロボット工学、建築、芸術と様々な分野に精通している。いつも何かしらの発表会等に出てはインタビューを受けるがずっと唸るばかり。いつの間にか戦いに巻き込まれては終わった最後にひと言言って終わるというのがパターン。
第35話では、カイザーズを称える音楽会の指揮を執った。

## 宇宙警察カイザーズ
惑星カイザースター出身の宇宙エネルギー生命体。全員の平均年齢は、12,000歳。逮捕率はほぼ100%だが、ガイスターの逮捕に唯一てこずっている。
彼等は宇宙警察に所属するため、幾つかの後続作品のように、自分たちを「勇者」という表現はしていない。
単体で変形する際は「チェンジ ○○（自分の名）！」。合体する際は「フォームアップ！」が掛け声となる。ウルトラレイカーを除く 全員が、ブレストチェンジギミックで戦闘モードとなり、胸部にはそれぞれ動物の顔、または武器が出現する。前者の場合は人型に変形した直後にブレストチェンジすることが多いが、後者の場合は武器を使う際にだけ行われる。動物の顔についても必殺技の発射口を兼ねていたり、ドラゴンカイザーの場合はカイザーアローに変形したりと、武器として機能する点については同様である。
地球人側には当初は謎のロボットとして認識されており、名前なども全く知られていなかったが、徐々にそれぞれの名前やカイザーズの名前が認知されるようになると、次第にニュースでも報道されて世間に広まっていった。するとカイザーズを讃える音楽会が開催されたり、ハロウィンではタクミがエクスカイザーのコスプレをしたりと、正義のヒーローとして認識されるようになっていった。
エクスカイザー
声 - 速水奨
カイザーズのリーダー。
地球では星川家の自家用車のスポーツカーに融合。赤いロボット形態では胸部を反転させることで獅子の顔が出現。
カーモード時はセンターピラーのガルウイングドア仕様。オリジナルモードへ変化する際は透明だった窓に青色のシールドが被さり、インストルメントパネルが転回してオリジナルのコンソールへと変化。また外見上はボンネットに獅子の紋章が出現し、マイカーモードとは全く異なる後部ブースターノズルの付いた形状となり、前後ともナンバープレートがなくなる。
生真面目な性格で正義感と警察官としての使命感も強く、相手が悪人であろうと命を奪うことを良しとしない。指揮能力・統率力・情報収集に長ける。マックスチームとレイカーブラザーズをスカウトして、カイザーズを設立した。敵と対峙したときは多くの場合「ガイスターの悪党共！」と叫んだ上で敵の悪事を指摘し、「このエクスカイザーが許さん！」と口上を述べる。
普段はラジオを受信して、世間で起こる出来事から情報収集を行いながら星川家の車庫で日々を送っている。時折コウタからガイスターが関わっていそうなニュースを教えてもらうなどの方法で事件が発覚することもある。
エネルギー生命体である彼らは睡眠や食事といった人間の習慣はなく、人間の生活習慣や体の仕組みを知らない。そのため妊娠中の女性のお腹にいる赤ちゃんを寄生生物と思ってしまったりと、人間や地球に関する知識や社会の常識といったことを全く知らないため、コウタから文化や文明についてを日々彼から学んでいる。
特に地球の習慣や感性のようなニュアンスや感覚的な部分が時には分からないことも多く、例としてコウタがカイザーブレスをコスケに取られてしまった際に「ガイスターよりタチが悪い」と発言した時はコスケをガイスターより悪質な犯罪者と認識してしまったこともあった。
このようにコウタからアドバイスをもらうことあるが、時にはコウタの悩みを異星人の視点から助言を送ることもあり、コウタとの友情を深めている。第10話では警察官でありながら駐車違反の切符を切られたことがあった。
言葉はわからないがマリオとも仲がよく、出動時に邪魔になってしまうヨーコをよく引き付けてもらっている。
ガイスターとの戦いを終え、地球を去る際、コウタから「また会える？」と尋ねられた時は「それは約束できない」と返答しながらもコウタとの心の繋がりも伝えた。
- 性格のモデルは加山雄三。
- 元のスポーツカーはジンイチがヨーコを口説くために、奮発して昔のモデルの車を購入したという裏設定がある。
- 元のデザインは「トランスフォーマーシリーズ」用に開発が進められていたものである。

装備
ジェットブーメラン
腕の射出口から放つ小型ジェットミサイル。
スパイクカッター
ジェットブーメランと同じく腕の射出口から高速で放つ三方手裏剣。
インパクトフラッシュ
胸の獅子の眉間から放つ逆三角形の光線。
フレーミングノヴァ
獅子の口から放つ火球。
ショルダーボム
肩後部のタイヤを相手にぶつける。
フォトンリング
腕から放つ、非実体型の拘束用リング。
フォーミングビーム
額の角から放つシャワー状の光線。壊れた物体を修復する力がある。コウタの宝である祖父の形見のカメラがホーンガイストに壊された際、修復するために用いた。
解除光線（正式名称不明）
額の角から放つ解除用光線。ガイスターの捕獲カプセルを解除する力を持つ。第44話でサンタクロースたちを助ける際に用いた。
キングローダー
エクスカイザーが異次元から召喚するトレーラー型の白い支援メカ。
ビークル形態のエクスカイザーが牽引することも可能。第2話から登場。
第28話において、ガイスター四将の攻撃で破壊されてしまうが第32話で復活を果たす。
キングエクスカイザー
声 - 速水奨
エクスカイザーがキングローダーに収納される形で巨大合体した姿。第2話から登場。
翼が付いているが、長時間の飛行能力はなく、短時間の浮遊あるいはホバーリングを行う。
装備
カイザーソード
右脚に収納されている剣。
カイザーショット
両腕から放つ四方手裏剣。
カイザーフレイム
カイザーソードから放つ拘束用の巨大火球。
カイザービーム
胸部の獅子の眼から放つビーム。
カイザーブラスター
獅子の口から放つ火炎。
カイザーミサイル
両膝にそれぞれ2発装填されているミサイル。
カイザーウイングブレイク
両肩のマークから発生したエネルギーを光の斧にして投げつける。
キングバリヤー
全身からエネルギーを波状照射することにより、向かってくるエネルギーを面で防御するバリアー。効果を持続させるためには照射し続ける必要がある。
反重力ビーム
獅子の口から放つ青白い光線。落下中の建物に照射し、地面との衝突から救った。
フォーミングビーム
キングエクスカイザーによるフォーミングビーム。ゴンダムを倒した後、ゴンダムに変えられていたダムを元通りにするために用いた。
技
サンダーフラッシュ
カイザーソードに蓄積した雷のエネルギーを解放。天高く光の刃を伸ばし、その場から敵へ振り落として一刀両断にする必殺技。ハイジャンプしてから繰り出すことも可能。勝利後はカイザーソードを収納し、胸のライオンが雄叫びを上げる。
真空桜吹雪
第9話で使用したサンダーフラッシュの変則技。サンダーフラッシュを放つ前にカイザーソードを回転させて真空の渦を作り、散る桜の花びらを巻き込んだ桜吹雪状の竜巻で目隠しと拘束をしてサンダーフラッシュを放つ。
- 本来シナリオには存在せず、絵コンテの段階で追加された技である。

ドラゴンジェット
エクスカイザーが異次元から召喚する青い巨大ジェット戦闘機。第26話より登場。
エクスカイザーやキングエクスカイザーを上部に乗せ、飛行することもできる。
作中で登場の遅れた理由について、エクスカイザーから「調整に手間取っていた」旨が明かされていた。
ドラゴン
ドラゴンジェットがエクスカイザーの合体無しでドラゴンカイザーに変形した支援ロボット。外見的には目の発光と胸部の竜のレリーフの目が発光していない。自我を持たず、エクスカイザーの指令で自由自在に動く。
装備
ドラゴンキャノン
両腕に装備された、2連装のキャノン砲。
ドラゴンカイザー
声 - 速水奨
エクスカイザーがキングローダーを破壊されたことで新たにドラゴンジェットと合体した「奥の手」。ロボット形態に変形したドラゴンカイザーに収納される形で巨大合体した姿。ドラゴンとの外見の違いとして、胸部の竜の角が上に上がり頭部と胸部の目に光が点灯する。第28話から登場。
戦闘スタイルは徒手空拳を駆使したカンフースタイル。格闘戦中も掛け声がカンフー調となる。エクスカイザーを収納したままでジェット形態への変形も可能。
第31話でダイノガイストのダークサンダーストームでダメージを受けた際には、戦闘不能となり、マスク部分も破損するが、ナスカの地上絵の巨大カイザーソードからのエネルギーで復活する。
装備
ドラゴンビーム
額から放つ光線。
ドラゴンアーチェリー
胸部の龍の角が変形した弓。格闘武器としても斬撃などの剣代わりにも使える。
ドラゴンブーメラン
取り外した龍の角を投擲武器として使用する。
ドラゴンアンカー
肩部の龍の爪状の部分を飛ばして攻撃する。
ドラゴンキャノン
両腕に装備された2連装のキャノン砲。ウイング部分は斬撃武器としても使用可能。
ドラゴントンファー
ドラゴンキャノンを変形させ、トンファーとして使用する。
ドラゴンブラスター
第45話に登場した武装。ドラゴンキャノンを左右合体させて、合計4門の収束（クラスター）型キャノン砲として使用する。登場時は投擲飛行状態で、上空から発砲した。
ドラゴンショット
エクスカイザーのジェットブーメランによく似た武装。腕から発射される。
ドラゴンウェーブ
掌に生成した光球から、雷を放射する技。
ドラゴンサンダー
ドラゴンウェーブと似た様な技だが、見た目はビームに近くなっている。任意で温度調整が可能。
ロケットクラスター
両腕のキャノン砲を合体させた武器。自立稼動して、敵を砲撃する。
巨大カイザーソード
かつて地球に飛来した太古のカイザーズがナスカの地上絵に隠していた大いなる力がドラゴンカイザーが危機に陥った時、ナスカの伝説にあった日食と共に発動し、瀕死の状態だったドラゴンカイザーを完全な状態にまで修復。突然召喚されたカイザーソードにドラゴンアーチェリーを合体させて誕生した。
はじめてコウタが見た時は「おっきいカイザーソード」と呼ばれた。
その圧倒的なパワーは一振りでダイノガイストの攻撃を切り裂き退却に追い込んだ。
※「巨大……」の名称は便宜上のもので劇中での呼称は、カイザーソードのままである。他にも「グレートカイザーソード」や「新カイザーソード」と表記することで、従来のカイザーソードと区別される場合がある。
技
サンダーアロー
背部から抜き出した矢をドラゴンアーチェリーにつがえると共にサンダーエネルギーを収束させて放つ必殺技。命中率は百発百中。勝利後はサンダーアローを元の位置に戻し、胸のドラゴンの目が点灯する。必殺技としての使用は短期間に留まるが、グレートエクスカイザー登場後にも、精密射撃に用られる例があった。
後述の通り、なりきり玩具として商品化されたカイザーソードは、この巨大カイザーソードに準拠した形状となっている。
グレートエクスカイザー
声 - 速水奨
ダイノガイストとの対決で危機に瀕した際、天に「もう一度（ナスカの）力を」と願った時、再び力を手にして、［かの地（ナスカの地上絵）］で発見した「与えらし新しき力と技」を理解した時に手に入れたエクスカイザー最強の姿。
ドラゴンジェットが各パーツに分離し、キングエクスカイザーが鎧のように装着して超巨大合体した姿。第32話から登場。
ダイノシールドのビームを喰らっても無傷で済む防御力と、ドラゴンカイザー時には両手で振るっていた巨大カイザーソードを片手で扱うパワーと一撃で相手を吹き飛ばす絶大な攻撃力を持つ。必要に応じて分離や再合体も可能で、最終決戦では人質のコウタをこれで取り返した。
ダイノガイストとの最終決戦ではマスクが割れ、キングエクスカイザーの頭部とエクスカイザーの口元が露出した状態になった。
装備
グレートアックス
両肩から出現する光の斧。
グレートブラスター
獅子の口から放たれる竜巻状の火炎。
グレートフレイム
獅子の口から放たれる炎。サンダーフラッシュを放つ際、巨大カイザーソードの加熱にも使われる。
グレートボンバー
獅子の口から放たれた炎を両手で丸め、投げつける。敵に命中すると、エネルギーフィールドとなってその動きを止めるなど、能力的にはカイザーフレイムに近い。
グレートキャノン
肩に装備された2連装のキャノン砲。
グレートビーム
額から放つビーム。
グレートフラッシャー
胸の獅子の鬣（たてがみ）から放つ光線。
放水 （正式名称不明）
獅子の口からの放水。第42話での消火活動で用いた。
修復光線（正式名称不明）
目から放つ修復用光線。第46話で海底油田を修復する際に用いた。
カイザーソード
エクスカイザー時の武器をそのまま使用。ドラゴンアーチェリーと二刀流にできる。
ドラゴンアーチェリー
ドラゴンカイザー時の武器をそのまま使用。カイザーソードと二刀流にできる。
巨大カイザーソード
エネルギーを天に向けて発射してカイザーソードを召喚、ドラゴンアーチェリーを左手に召喚して合体・変化させることで出現する巨大な剣。ダイノガイストのダイノブレードを粉砕する力を誇る。
必殺技
サンダーフラッシュ（グレート版）
合体させた巨大カイザーソードを胸のライオンから炎を放出して強化。カイザーソードから放たれた光と共に全身を金色のオーラに包み、巨大なエネルギーのドラゴンと共に突撃して、敵を一刀両断する。勝利後は胸のライオンが雄叫びを上げる。勇者シリーズで複数回使われた必殺技の中で、破られたことのない唯一の技であるが、例外としてガイスター基地でのダイノガイストとの戦闘の際、両者が繰り出した必殺技の威力が相殺され、両者ともにほとんど無傷であったケースもある。

### マックスチーム
カイザーズが結成される以前から活動していたチーム。他の惑星で活動していたところをエクスカイザーにスカウトされて現在に至る。
カイザーズの年長組の経験豊富な戦士たちで、マックスチームだけでなく単独で行動してエクスカイザーやレイカーブラザーズと協力することも多い。
スカイマックス
声 - 中村大樹
ジェット戦闘機から変形する青い巨大ロボ。
マックスチームのリーダーで冷静沈着な性格。航空機ではあるが特定の飛行場や基地に拠点を置く様子はなく、主に空からのパトロールで日々を過ごしており、追跡などに活躍する。
チームの中でも人一倍使命感を持ち、第25話では単独でダイノガイストの遭遇してしまい人質となるが、Xウイルスの危険性から自分の生命よりもウイルスを守るために人質交換を拒否したこともある（ダッシュマックスの考えた作戦でウイルスもスカイマックスも無事だった）。
ブレストチェンジで鳥の顔が現れ、超音波砲のハイパーフォノンを発射する。
- 性格のモデルは渡哲也。
- 玩具では合体後と同様に、マスクで顔を覆った状態で商品化されているが、アニメの実制作においては「子どもたちとのコミュニケーションを取るためには口パクをしてもらった方がわかりやすい」という考えから、合体前では口元が露出した状態に変更されている。

装備
剣
玩具に付属した剣。
ミサイル
ジェットモードで発射するミサイル。
バルカン
ジェットモードで使用される機関砲。
ハイパーフォノン
胸の鳥の口から超音波を発射して、相手を粉砕する。
ダッシュマックス
声 - 星野充昭
レーシングカーから変形する黄色い巨大ロボ。
兄貴肌の性格でレースカーゆえレーサーとしてのプライドも高く、第16話では世界最高のレースカー「ベルリーニ」には対抗意識をむき出しにしていた。同時にレースを邪魔したガイスターに対しても激しく怒りを見せた。本星では多くの女の子に好かれていたようでモテたらしい。脚部のタイヤを利用したダッシュによる白兵戦が得意。
ブレストチェンジではファンが現れ、竜巻や吹雪などの攻撃が可能。
第22話ではフーコに「素敵な男性が乗った車」と誤解され、この一件から地球人の誤解を避けるべく、公道での走行時には運転席にダミーのドライバーを投影するようになった。地球を去る際、コウタに「姉さんに宜しくな」と告げている。
- 性格の性格のモデルは柴田恭兵。

装備
剣
玩具に付属した剣。
スクリューカッター
掌より放つ、光線状の回転カッター。
ターボトルネード
ブレストチェンジ後の胸の「ターボローター」から、猛吹雪を発射する。
ブリージングトルネード
ブレストチェンジ後の胸の「ターボローター」から発射する強風で敵を氷結する。
ドリルマックス
声 - 塩屋浩三
ドリル戦車から変形する黒い巨大ロボ。地底潜行での偵察任務を主とする。
本星に弟2人、妹1人がいる家族想い気の優しい戦士。地球を去る際には「コウタくんと遊ばせたかった」と呟いた。カイザーズの最年長。
ブレストチェンジでは2門のガトリング砲が出現する。カイザーズの中で唯一のゴーグル装備。
- 性格のモデルは『巨人の星』の左門豊作であり、当初は九州弁を話す予定だった。

装備
斧
玩具に付属した斧。
ドリルキャノン
背中の連装キャノン砲。
ガトリングスマッシャー
ブレストチェンジ後の胸のガトリング砲から、エネルギー弾を発射する。
ゴッドマックス
声 - 中村大樹
スカイマックス、ダッシュマックス、ドリルマックスが3体合体した姿。人格はスカイマックスが中心となる。高い火力と跳躍力を誇り、空中戦に対応。胸部の鷲の口から光線を放つことも可能（名称は不明）。
装備
合体剣
スカイマックス、ダッシュマックスの剣と、ドリルマックスの斧を合体させた武器。
ドリルキャノン
ドリルマックスの背部のキャノン砲を手持ち銃とする。
ゴッドスライサー
スカイマックスの翼をブーメランとして投げつける。
ゴッドスラッガー
額から現れる、光のブーメラン。
技
ゴッドソニックバスター
最も多用した攻撃技。胸の鳥の口が吐き出す光波をリング状にして、敵に投げ付けて縛る。基本的には敵の動きを止める技だが初陣であるグレートテットン戦では決め手になった。
ゴッドコズミックボンバー
鳥の口から放たれる光波を球状にして、投げ付ける。敵に命中するとフィールドが形成され、相手を拘束する。メカバッタンを倒した。
ゴッドバードアタック
天高く舞い上がり、光の鳥のオーラを纏って突撃。敵を水平に一刀両断する。

### レイカーブラザーズ
新幹線に融合した双子のエネルギー生命体。普段は通常の運行を行っているが、事件の際は駅を抜け出し、現場へと駆け付ける。ローラースケートでステージに立つ当時の人気アイドルグループがモデル。共に地上戦がメインで足裏のローラーで高速移動が可能。その素早さを活かした戦闘が得意。その真価は双子ならではのコンビネーションを活かした連携技に威力を発揮し、2人の息のあった様々な連携技でガイスターを追い詰める。
幾度か乗客を輸送中で出動が遅れたり参加できなかったことがある。
宇宙警察学校を卒業直後にカイザーズに配属されたため、年齢はカイザーズの中で最年少である。
電車系では本来機関車の中間に連結されている客車は変形時は切り離されるために脚部に相当する部分客車は1輌しかないが、OPでは両者、EDではブルーレイカーが後部の同型機関車と共に更に2輌の客車を挟んでいるために総数5輌構成で登場している場面がある。
分離後は後部に専用の武装を装着、発生した光のレール上を走行する。飛行能力自体はないが、列車形態時に光のレールが空を通ることで飛行が可能。
ブルーレイカー
声 - 菊池正美
100系新幹線から変形する青い巨大ロボ。
グリーンレイカーの兄で弟のことは「弟よ」と呼ぶこともある。「努力のロボット」とも呼ばれており、冷静沈着な性格。しかし、グリーンレイカーが危機に陥ると冷静さを失うこともある。地球の知識に疎いため、電気で走る電車であるにも関わらず自力走行していたために正体がバレかけたことも。
お宝についてよくグリーンレイカーや仲間と話すことがあるが、わからない物も多々あり不思議がることもしばしば。また、花見の季節や母の日などのイベントなどは忙しくなるため苦労している模様。また、そういったイベントでは車体をデコレーションされることがあり、自分の鼻先を飾られてしまいむず痒い思いをしていることもある。
- 企画時の名前はブルーライナー。

装備
ブースタービームガン
トレインモード右側面のビーム砲。
ビームシールドキャノン
トレインモード左側面のビーム砲。
バインドクラッシュ
ブレストチェンジに相当し、胸部中央からワイヤーの付いた連結器を発射する。
放水 （正式名称不明）
胸部中央からの放水。第42話での消火活動で用いた。
グリーンレイカー
声 - 草尾毅
200系新幹線（2000番台）から変形する緑の巨大ロボ。
ブルーレイカーの弟で兄のことを「兄さん」と呼ぶが第14話では呼び捨てにしているシーンも見られた。「根性のロボット」とも呼ばれており、冷静沈着な性格の兄とは対照的にややせっかちで血気盛んな性格。
人間についてはお祭り好きという認識で、何かしらお祭りイベントで乗客の増加には頭を痛めている。お宝についてもブルーレイカーと話すことがあるが、やはりわからない物が多いため不思議がっている。特に母の日にだけ特別に母親を大切にすることを珍しがっており、「そんなことなら毎日大事にすればいいのに」と発言していた。
- 企画時の名前はグリーンライナー。

装備
ミサイルブラスター
トレインモード右側面のミサイルランチャー。
ビームシールドキャノン
トレインモード左側面のビーム砲。
バインドクラッシュ
ブレストチェンジに相当し、胸部中央からワイヤーの付いた連結器を発射する。放電も可能で、第12話でアーマーガイストに盗んだ物の隠し場所を吐かせた。ブルーレイカーも可能。
放水（正式名称不明）
胸部中央からの放水。第42話での消火活動で用いた。
連携技
レイカーブラザーズによる数々のコンビネーション技。
ツインパワー
2人で手を繋ぐことで、一時的にパワーアップする。拘束からの脱出や攻撃前に使用する。
ツインビーム
2人で額からビームを放つ。
ツインバリヤー
2人で掌からエネルギー波を放つ。決壊したダムの洪水を食い止めた。
ダブルバインドクラッシュ
2人がバインドクラッシュを発射して相手を掴み、振り回して叩き付ける技。ただし、ダイノガイストの様な強大な相手である場合、逆に振り回されることがあった。
レイカーハリケーン
2人が体を回転して、二重螺旋を描きながら突進する技。第19話ではその勢いを利用して、水を巻き上げている。
ウルトラレイカー
声 - 菊池正美
ブルーレイカーが左半身、グリーンレイカーが右半身となり、左右合体した姿。人格はブルーレイカーが中心となる。
合体前と同じく、ワイヤー攻撃やローラーダッシュを主体としている。
カイザーズの中で唯一、ブレストチェンジを装備していない。
- 元のデザインは「トランスフォーマーシリーズ」用に開発が進められていたものである。
- 胸のデザインはTであり、「トレインのT」として大河原邦男がその場で描いた。

装備・技
コンバートイレイザー
個人武器（トレインモード右側面の武器）を合体させた銃。
ウルトラブレストレーザー
胸部から発射する光線。
ウルトラスパイダーネット
両手を突き出して、光の網を生み出し、相手を捕らえる。
ウルトラダブルチェーンクラッシャー
両肩の新幹線からワイヤーの付いた連結器を発射する。
ウルトラショルダークラッシュ
両肩の新幹線のヘッドをワイヤー付きで発射する。
ウルトラキャノンビーム
額から発射する光線。カイザーブラスターとの同時攻撃でカモツーン1号を倒した。
ウルトラキック
飛び蹴り攻撃。
胸部ミサイル（正式名称不明）
胸部から発射する多数のミサイル。
放水（正式名称不明）
消火活動で使用する胸部や指からの放水。第42話では胸部から、第46話では指から放水している。

合体技
ギャザウェイビーム
キングエクスカイザー、ウルトラレイカー、ゴッドマックスが胸部（キングエクスカイザーとゴッドマックスは動物の口の部分）から同時に放つビーム。劇中での使用は第24話のダイノガイスト戦のみ。オープニング映像ではガイスター四将に発射しているが第31話までは合体前のエクスカイザーが発射しており、第32話以降ではキングエクスカイザーに変更され、ガイスター四将とダイノガイストに向けて発射している。
反エネルギー光線
第3話で暴走した原発を安定させるために放った光線。キングエクスカイザー、ウルトラレイカー、ゴッドマックスが胸部から発射し、爆発寸前だった原発を安定させて爆発を防いだ。

## 宇宙海賊ガイスター
数々の惑星を荒らし回る宇宙海賊。300年間で286もの惑星を荒らし回っている。悪の組織ではあるがあくまでも惑星の宝のみを狙っての行動のみで、その惑星の征服には興味はない。地球に来た目的も全ての宝を奪い取ることを目的としており、毎回のターゲットは金銀財宝から文化財、最先端科学、食糧や資源など多岐に亘る。
普段からTVを見ては情報収集を行ってはいるが、エクスカイザーと同じく地球の感覚などに関する知識が全くない。また、エクスカイザーにはコウタのように地球の常識などを教えてくれる人間がいるが、彼らにはそういった人間の情報源がいないために宝の価値を理解しないままの作戦行動に移ることも多い。そのためニュースで金銭的に価値は無いが人類にとって重要な物を「人類の宝」などと称した人物や物などを安易に盗もうとすることも少なくなかった。指名手配はされているものの意外にも前科は無い。
構成メンバーは首領のダイノガイストと、ガイスター四将の計5名。いずれもカイザーズと同等のエネルギー生命体であるが、カイザーズと異なり機械ではない無機物（地球では、恐竜の実物大模型）に融合している。地球に降り立った後火山内に基地を作り本拠地としていたが、第40話でカイザーズに発見され、激闘の末に火山が噴火したことで基地は壊滅。以降は無人島をアジトとするようになるが、四将は基本的に朝日台に潜伏して活動していた。
最終決戦でダイノガイストは戦死し、部下たちもカイザーズに逮捕されたことで組織としては壊滅した。
四将は、商品化する可能性があったためいずれもトランスフォーマーシリーズに登場するダイノボットを基にデザインが行われた。
ダイノガイスト
声 - 飯塚昭三
ガイスターの首領で、部下からは「ダイノガイスト様」「ボス」と呼ばれている。地球ではティラノサウルス（恐竜形態）、巨大ジェット戦闘機（飛行形態）、ロボット（人型形態）に3段変形する。宇宙最強と謳われた強者で、カイザース全員を相手にしても優位に立つ実力の持ち主。厳格ながらもカリスマ性を兼ね備えており、部下全員から慕われている。
第1話でガイスター四将と共に地球に飛来。第2話では体を手に入れてガイスター基地を完成させていた。当初は基地の中でTVでニュースを見ながら宝を探し、部下たちに指令を下すのみで毎回の作戦の陣頭指揮を執ることは無かった。だが、度重なる四将の失敗に業を煮やし、第24話で遂に自らが前線に立った。毎回の作戦で失敗を繰り返す部下たちに苛立つことが多いが、期待もしているのか、一部の作戦を除き、自ら行動することは少ない。
単独でのパワーはグレートエクスカイザーとほぼ互角で、グレートエクスカイザーが登場するまではキングエクスカイザーをはじめとする合体したカイザーズたちでさえ寄せ付けない圧倒的な力を持つ。
終盤戦、エネルギー生命体捕獲装置でゴッドマックス・ウルトラレイカーを捕獲して遂に優位に立つ。そして最終決戦にて、エクスカイザーを徳田を人質に罠にハメて捕獲しようとするも失敗。コウタにより捕獲したゴッドマックスたちを奪い返されて形勢逆転に陥る。するとコウタを人質に取り宇宙に逃亡。月面でグレートエクスカイザーとの一騎討ちを展開し、コウタを取り返されてしまう。そしてお互いの最強技の激突の末に競り負けて敗北。「この宇宙に生きるすべての生命が宝だ」と論じ、あくまで彼を生かしたまま“逮捕”しようとするエクスカイザーに対し満身創痍の状態で飛行形態に変形して離脱、追跡を振り切り太陽の引力圏に突入してロボット形態に戻り、「命が宝だと！ならばこの俺様の命、貴様の手に渡してなるものか！」と高笑いしながら太陽に飛び込んで自決した。残ったガイスターはエネルギー生命体捕獲装置に入れられたままで連行された。
全高：32.2m
重量：128.8t
走速度：182.4km/h
跳躍力：874.9m
ダイノモード
体高：28.5m
体長：36.3m
ビークルモード
全長：32.2m
全幅：20.3m
全高：14.8m
武装
ダイノブレード
背中に背負った2本の刀。
ダイノツインブレード
ダイノブレードを連結させた両刀。
ダイノキャノン
両脛に備えたキャノン砲。ダイノモードでは背中から発射する。
ダイノバスタード
胸のパネル（ダイノモードの頭のパネル状の角）から発射する熱光線。
ダイノシューター
敵の動きを抑えることのできる光弾。
ダイノホーンブレイカー
頭部の角から、600万ボルトの電撃光線を発射する。
ダイノクラッシャー
両腕に有るダイノモードの足の部分を発射して、敵を砕く。発射する際はダイノモードの足爪を出して、威力を増す。
ダイノシールド
自ら開発した、ドラゴンカイザーのサンダーアローを防ぐ防御力を備えた盾。表面から拡散ビームを発射することも可能。
必殺技
ダークサンダーストーム
交差した、2本のダイノブレードから黒い雷を放つ。サンダーストームと呼称したことがある。
ダークサンダーインフェルノ
ダイノツインブレードにエネルギーを集中させ突撃する技で、グレートエクスカイザーのサンダーフラッシュに匹敵する威力を持つ。
プテラガイスト
声 - 小杉十郎太
空将。地球ではプテラノドンに変形する。四将で唯一の飛行能力持ちであり、エネルギーボックスの開発者でもある。
四将の中では最年少ながらもリーダー格を自認。智謀に長けていることをダイノガイストに認められてもいる。陰険で狡賢い性格。自分の賢さを鼻にかけたようにプライドが高く、他の3人を見下した態度を取ることが多く、ホーンガイストたちを小馬鹿にしているところもあるため、リーダーとは認められていない。一方で気が小さい部分もあり、生け捕りにしたヨーコの一喝で戦意喪失したことも。
全高：12.8m
重量：33.6t
走速度：82.6km/h
跳躍力：184.6m
ダイノモード
体高：7.6m
翼長：16.7m
最大飛行速度：5624.8km/h（マッハ4.7）
武装
プテラウイング
高速で空を飛び、羽ばたくと強風を起こす。
スラッシュクロウ
プテラウイングの鍵爪で敵を引き裂く。
サンダーガイスト
声 - 安西正弘（第1 - 23話）、巻島直樹（第24 - 48話）
海将。地球ではブロントサウルスに変形する。四将の中で一番の怪力の持ち主で水中戦を得意としている。
知能が低く子供のような無邪気さを持つ。そのためみんなからは少々バカにされがち。第28話で夏に関する物を奪った際にビールを飲んだ時は酒癖が非情に悪く、悪酔いして大暴れして他の3人を困らせた。仲間から「ボケ」と言われると怒り出すが、その瞬間的な戦闘能力はダイノガイストに匹敵する。口癖は「俺はボケじゃねぇ!!」。野菜が好きで盗んだタバコの葉を勘違いして食べたことがある。

全高：11.2m
重量：41.6t
走速度：64.2km/h
跳躍力：140.6m
ダイノモード
体長：18.4m
体高：11.1m
地中最大走速度：287.3km/h
武装
サンダーホーン
両肩の角から、300万ボルトの電撃光線を発射する。長時間に渡って発射することは出来ない。
ショルダースパイク
トリプルブラスター
両肩に有るランチャーで、光弾・ビーム・ミサイルを発射。
ホーンガイスト
声 - 郷里大輔
陸将。地球ではトリケラトプスに変形する。地上戦向きで格闘戦が得意。四将の中では、地球でエクスカイザーと最初に交戦した。
血の気が多く、格闘戦を得意とする。プライドが高く「俺に盗めない物があるなんて許せねぇ」と、どんな盗みにも果敢に挑むが、大抵は失敗することが多い。
プテラガイストとはお互いの主義主張が異なるため、反りが合わず、喧嘩をすることが多い。口癖は、プテラの嫌味な言動に対する「何だと!?」。
第15話冒頭のコウタの夢のやられ役として登場し、コトミを追い掛けたり、キングエクスカイザースタイルのコウタにジャイアントスイングで投げ飛ばされたりしている。
全高：12.6m
重量：37.5t
走速度：76.8km/h
跳躍力：124.2m
ダイノモード
体長：15.2m
体高：6.8m
地中最大走速度：292.5km/h
武装
ホーンビームガン
後頭部の角から、熱戦を発射する。
ショルダーブレイカー
両肩から衝撃波を発射する。
アーマーガイスト
声 - 西村知道
地将。地球ではステゴサウルスに変形する。格闘戦が得意だが火炎攻撃や射撃武器などでの攻撃が得意で、やや離れた距離からの射撃攻撃も行える。巨大な体の割に、動きも素早い。
マイペースな性格ながらも宝が手に入らないと近くの物を手当たり次第に破壊する荒くれ者。エクスカイザーたちに形勢逆転されて追い詰められると悪事を白状したり、宝を奪い損なってダイノガイストに許しを請う際に宝とは違う戦利品を差し出して機嫌を取ろうとするなど気が弱い一面を持つ。
プテラガイストとホーンガイストの喧嘩の最中、どちらの立場に付くかを意思表示することができない優柔不断なところもあるが、レイカーブラザーズに捕まった際は、結果的に後から攻撃したホーンガイストが助けた形となり、その頃からホーンガイストと行動を共にすることが多くなった。
全高：11.4m
重量：38.3t
走速度：72.4km/h
跳躍力：142.8m
ダイノモード 
体長：14.9m
体高：8.2m
地中最大走速度：296.2km/h
武装
リラスターショットカノン
両脛の脇からエネルギー弾を発射する。ダイノモードの時は正面の脇から発射する。
ヒートスパイク
背中の背鰭を発射して敵に突き刺し、高熱で溶かす。
フラッシュブラスター
両肩にあるバルカン砲。
マッドガイスター
ガイスター四将が、エネルギーボックスを体に取り付かせて合体した姿。ただし、ウルトラレイカーやゴッドマックスたちのように誰かを主人格としておらず、四将の意識がそれぞれ独立して存在しているために思考統一されていない。
そのために劇中で皆が勝手に行動してしまい、脚部のサンダーガイストは勝手に突進、腕のホーンガイストとアーマーガイストは自分から動けないが勝手に武器を発砲してしまうなど合体した能力を思うように発揮できず、指揮を担当する腹積りだったプテラガイストは振り回されて全く役に立っていなかった。
各々の担当は、頭部及び胸部はプテラガイスト。右腕はホーンガイスト。左腕はアーマーガイスト。脚部はサンダーガイストである。
全高：30.0m
- 初期の名称はビッグ・ガイスター。

プテダー
四将の意思が統一されなかったために、能力を思うように発揮できなかったマッドガイスターの教訓を生かし、プテラガイストとサンダーガイストが合体した姿。ケンタウロスに似た容姿を持つ。武器は右腕に取り付けられたスピア。後半に数回登場し善戦したが最終回でウルトラレイカーに敗れた。
ホーマー
プテダーと同様に、ホーンガイストとアーマーガイストが合体した姿。武器は両腕に備え付けられた、2門のミサイルランチャーである。こちらも後半から登場し善戦したが、最終回でゴッドマックスに敗れる。
コウモリ
声 - 二又一成
ダイノガイストの指令を四将に伝える、コウモリ型ロボット。首領の威光を笠に着て言いたいことを言うが、設定上は自我は無い。口答えをする者には超音波を浴びせ、苦しめる。ガイスターのメンバーの中で、唯一変形機能を有していない。
ダイノガイストの言葉を借りて好き勝手四将を罵り、言い返されると「……と、ダイノガイスト様が仰っている」と言っては4将たちを黙らせるのが通例。普段はダイノガイストの体内（胴体）に収納されている。
トレーダー
声 - 山寺宏一
ガイスターから盗品を買い取る宇宙商人。地球に来訪する度に、カメラやドラム缶など、その場にある物に乗り移り、小型ロボに変形。関西弁で喋る。盗品の取引は「宇宙ドル」という単位を使うが、紙幣では無いらしい。

## 用語解説
エネルギー生命体
肉体を持たない宇宙生命体。光る球体状の形態で宇宙を飛行し、球体の中に本体のシルエットが見える。カイザーズ・ガイスター共に訪れた惑星の物体に融合してその惑星で活動を行うが、カイザーズは乗り物などの無機物に融合し、ガイスターは恐竜模型に融合している。
全員が肉体を持たないエネルギー生命体であり、肉体を持つ種族である地球人とエクスカイザーたちエネルギー生命体は異質な存在であることから、地球での様々なギャップが各回の物語の重要な鍵になることが多い。
例として本などの「書物」や「コンピュータ」はエクスカイザーの故郷には存在せず、通貨制度も地球のそれとは異なることがコウタとの会話やガイスターの言動で明らかとなっている。
カイザーズが宿った乗り物は変形の際に別次元に保存し、変形中や変形後は外見のみ各部にその姿を留めているが、実質的には全くの別物である。これらは変形解除と同時に、彼らが元にある状態へと戻すため、戦闘に伴う質量増減は必要最小限に抑えられているが、必要に応じて元の乗り物に搭載されている物質を利用する場合もあり、場合によっては元に戻した際にエネルギー切れになる場面もある。実際にエクスカイザーが戦いで疲れ切った時はマイカーモードに戻っても走ることが出来ずにコウタたちに手押しされていた。
ガイスターたちも同様と考えられるが、破壊に躊躇がない彼らは融合した元の恐竜模型を第1話で内部から破壊している。
一口にエネルギー生命体と言っても、生まれた星でその特性に差があるようで、カイザーズは人間の食事に相当するエネルギー補給などの場面は描かれていないが、ガイスターは奪った食料などを食べる描写はある。人間の食べる食品がエネルギーになるかは不明。
怪我などのボディの故障に関してもガイスターは博士を呼んで修理させたことがあったが、カイザーズは修理などの描写はなかった。
楠木村遺跡
第11話に登場する日本で発見された遺跡。黄金の棺が発見され世界でも話題になっており、観光などで賑わっている。見つかった黄金の棺の壁面にエクスカイザーに似た絵があり、実は太古の昔に宇宙警察が飛来しており、ダイノガイストがその秘密に気付き第45話でここに隠されていたエネルギー生命体捕獲装置を入手する。棺の蓋の裏に宇宙文字のメッセージが彫られており蓋が保管装置の鍵だった。
ナスカの地上絵
ペルーのナスカ文明の遺産。太古の昔から存在する巨大な地上絵。その絵は宇宙から見なければ全体がわからないほど巨大である。実は絵の中のいくつかに太古の昔に飛来した宇宙警察が隠していた力とエネルギー生命体捕獲装置への地図が隠されており、隠された力はドラゴンカイザーの危機に発動してエクスカイザーが受継ぎ、グレートエクスカイザーとなり、捕獲装置はダイノガイストが発見した地図から楠木村遺跡にたどり着いた。

### メカニック
カイザーブレス
エクスカイザーがコウタに与えた、ブレスレット型の通信機。
エクスカイザーとの通信だけでなく、マーキングやショック効果のあるビームを発射したり、マシンの操縦桿に付けることで自動操縦にする機能も備えている。このほか、コスケに奪われた際はエクスカイザーが幻影を見せて、コウタに返却を促したことも。
カイザーズが地球を去った後もコウタのもとに残され、別れの翌朝、コウタは試しに通信を試みるもエクスカイザーは既に通信圏外だったために叶わなかった。

ガイスター基地
第2話から登場。日本のとある火山内に造り上げた基地で内部には「ダイノガイストの広間」・「四将の広間」・「盗品の格納庫」などで構成されている。
第39話でカイザーズにダメージを喰わされたプテラガイストとサンダーガイストを修理させるべく、次の第40話で所田を拉致するも徳田と共にコウタまで拉致したため、コウタからの連絡でカイザーズに発見されてしまう。ダイノガイストとグレートエクスカイザーの大激戦によって、基地内のマグマが活性化してしまったために基地は大爆発。ガイスターは命からがら逃げ出すも拠点を失ってしまう。

ガイスターロボ
プテラガイストが開発したエネルギーボックスを、地球上のあらゆる物に取り付けることで誕生する破壊ロボット。基本的に、毎回の事件で狙う「お宝」を略奪する目的で使用するが、エクスカイザーたちを破壊するために生み出されることも多い。本来はエネルギーボックスを破壊すると復元されるはずらしい。倒されたロボットたちの顛末は各種存在するが、通常はフォーミングビームで元の姿に復元されていることが第19話で判明する。

エネルギーボックス
プテラガイストが作り上げた兵器でガイスターロボを生み出す機械。普段はラグビーボール状で、これを狙った物体に取り付けると足が生えて、昆虫状（ゴキブリ）となる。
これを破壊されると素体化された物体は解放されるが元通りに修復されたりするわけではない。

拷問装置
プテラガイストが作った携帯式の装置。バリアに包まれて中にいる者が電撃を浴びせられ苦痛を与えられる。
時計を盗んだサンダーガイストを追ったダッシュマックスを閉じ込め、内部から電撃で苦しめる一方、売り飛ばそうとした。仲間たちに助けられた後のダッシュマックスに奪われ、逆に自分たちが拷問装置で苦しめられる羽目になった。

エネルギー生命体捕獲装置
巨大カイザーソード同様、太古の昔に地球に来訪したカイザーズの先祖が子孫に残した兵器。
盾のような形状をしており、カイザーズの紋章に似ている。作動キーとも言うべき、エメラルドストーンを組み込むことにより、エネルギー生命体の本体を内部に閉じ込める光線を放てるようになる。ミュート機能も備えているため、捕獲したエネルギー生命体の音を消音にすることも可能。エメラルドストーンが曇ると光線を放てないのが欠点。
ダイノガイストは現状打破のためにナスカの地上絵を調査して、楠木村遺跡に隠されていた捕獲装置を発掘。エジプトのピラミッドに隠されていたエメラルドストーンも発掘したことで完成させた。
ゴッドマックスとウルトラレイカーを閉じ込め、最終決戦では湖底に設置された状態から、エネルギーボックスに操られ、グレートエクスカイザーを捕獲しようとするが、カイザーブレスのビームを用いたコウタによって、エネルギーボックスを破壊されたことでウルトラレイカーとゴッドマックスは復活。グレートエクスカイザーとダイノガイストが月面で死闘を繰り広げている間、四将とコウモリとトレーダーは内部に閉じ込められ、逮捕された。

## スタッフ
（オープニングクレジットより）
- 企画 - サンライズ
- 原作 - 矢立肇[9]
- シリーズ構成 - 平野靖士[9]
- キャラクターデザイン - 平岡正幸[9]
- メカニックデザイン - 大河原邦男
- 美術 - 岡田有章
- 音響 - 千葉耕市
- 撮影 - 杉山幸夫[注 22]、鳥越一志[注 23]
- 音楽：田中公平[9]
- 作監チーフ：服部憲知
- 演出チーフ：福田満夫
- デザイン協力：デザインメイト
- 監督：谷田部勝義[9]
- プロデューサー：今井慎（名古屋テレビ）、本名洋一（東急エージェンシー）、吉井孝幸（サンライズ）
- 制作：名古屋テレビ、東急エージェンシー、サンライズ

## 主題歌
オープニング テーマ「Gatherway」
作詞：Azusa / 作曲：井上ヨシマサ / 編曲：山本健司 / 歌：三浦秀美
フルサイズとTVサイズでは前奏が異なっている。また、第24話では挿入歌としても使用された。
エンディング テーマ「これからのあなたへ」
作詞：Azusa / 作曲：井上ヨシマサ / 編曲：山本健司 / 歌：三浦秀美
勇者シリーズでは本作品のみ、音楽制作及び主題歌の発売元がキングレコードとなっている（以降の作品は、ビクターエンタテインメント）。そのため、1997年にビクターより発売されたCDアルバム『勇者シリーズ テーマソングコレクション BRAVEST』には、当時放送中の『勇者王ガオガイガー』を除き、本作品関連の楽曲のみが未収録となっている。
2009年にスターチャイルドより発売された『サンライズ ロボットアニメ大鑑』、それに2011年にフライングドッグより発売された『勇者シリーズ20周年記念 More BRAVEST』には、オープニング・エンディング共に収録されている。

## 各話リスト
| 話数 | サブ タイトル                        | 脚本                    | ストーリーボード | 演出         | 作画監督                            | ガイスターロボ                                                                                             | 放送日         |
| ---- | ------------------------------------ | ----------------------- | ---------------- | ------------ | ----------------------------------- | --- | -------------- |
| 1    | ボクんちの車は宇宙人（エイリアン）!? | 平野靖士                | ふくだみつお     | ふくだみつお | 平岡正幸（キャラ） 高谷浩利（メカ） | | 1990年 2月3日  |
| 2    | リニア・モーターカーを助けて！       | 平野靖士                | 川瀬敏文         | 川瀬敏文     | 佐々門信芳                          | ハシダー                                                                                                   | 2月10日        |
| 3    | 大停電で大こんらん                   | 平野靖士                | 石踊宏           | 石踊宏       | 寺田浩之                            | テットン （グレート テットン） テットラー                                                                  | 2月17日        |
| 4    | 火星行きロケットしゅっぱーつ！       | 園田英樹                | 大雷太           | 大雷太       | 直井正博                            | ハッシャー                                                                                                 | 2月24日        |
| 5    | 薬屋さんがカラッポ!?                 | 渡辺麻実                | 高松信司         | 高松信司     | 平岡正幸（キャラ） 高谷浩利（メカ） | イカタンク                                                                                                 | 3月3日         |
| 6    | ボクら沈没船たんけん隊               | まるおけいこ            | ふくだみつお     | 大雷太       | 直井正博                            | トーダイン                                                                                                 | 3月10日        |
| 7    | 遊園地でキケンがぐるぐる！           | まるおけいこ            | 川瀬敏文         | 川瀬敏文     | 佐々門信芳                          | オクトパーロボ ジェット コースターロボ 観覧車ロボ ミラーハウス ロボ コーヒーカップ ロボ （スターランダー） | 3月17日        |
| 8    | ボクはジェットパイロット             | 園田英樹                | 石踊宏           | 石踊宏       | 山本佐和子                          | エアポートロン                                                                                             | 3月24日        |
| 9    | お花見山は大仏さわぎ                 | 渡辺麻実                | 大雷太           | 大雷太       | 直井正博                            | リフケン 仁王ロボ 狛犬ロボ （狛犬仁王ロボ/コマオウ） ナンマンダー                                          | 3月31日        |
| 10   | 大ゆれ！ ドーム球場                  | 平野靖士                | 高松信司         | 高松信司     | 中村旭良                            | トチョーン1号 トチョーン2号                                                                                | 4月7日         |
| 11   | 古代遺跡で大はっけん                 | 園田英樹                | ふくだみつお     | ふくだみつお | 平岡正幸（キャラ） 高谷浩利（メカ） | ドグーン                                                                                                   | 4月14日        |
| 12   | ケーキのもとがない！                 | まるおけいこ            | 川瀬敏文         | 川瀬敏文     | 佐々門信芳                          | カモツーン1号 カモツーン2号                                                                                | 4月21日        |
| 13   | 富士山大バクハツ!?                   | 伊藤康隆                | 大雷太           | 大雷太       | 直井正博                            | ヘヴィーダ メカバッタン                                                                                    | 4月28日        |
| 14   | たいへんだ！ ママが！                | 渡辺麻実                | 高松信司         | 高松信司     | 中村旭良                            | イバラカーン                                                                                               | 5月5日         |
| 15   | 夢ドロボーにご用心                   | 平野靖士 岩崎しゅういち | 石踊宏           | 石踊宏       | 山本佐和子                          | サウンド ウォーカー                                                                                        | 5月19日        |
| 16   | 走れ！ スーパーカー                  | 園田英樹                | ふくだみつお     | ふくだみつお | 平岡正幸（キャラ） 高谷浩利（メカ） | キャリゲーター                                                                                             | 5月26日        |
| 17   | コンピュータを守れ                   | 平野靖士 伊藤康隆       | 川瀬敏文         | 川瀬敏文     | 佐々門信芳                          | ガニーン                                                                                                   | 6月2日         |
| 18   | 時間がめちゃくちゃ                   | まるおけいこ            | 大雷太           | 大雷太       | 直井正博                            | タイム ガンナー                                                                                            | 6月9日         |
| 19   | 虹の滝は大洪水                       | 大庭圭司                | 高松信司         | 高松信司     | 中村旭良                            | ゴンダム                                                                                                   | 6月16日        |
| 20   | ねらわれた花嫁                       | 渡辺麻実                | 石踊宏           | 石踊宏       | 山本佐和子                          | ウシラ | 6月23日        |
| 21   | 燃える映画村                         | たかばたけし            | ふくだみつお     | ふくだみつお | 平岡正幸（キャラ） 高谷浩利（メカ） | シロダー ゴンドラー                                                                                        | 6月30日        |
| 22   | フーコの七夕物語                     | まるおけいこ            | 川瀬敏文         | 川瀬敏文     | 佐々門信芳                          | ヤドゴン                                                                                                   | 7月7日         |
| 23   | アイドルを探せ！                     | 鹿島典夫                | 大雷太           | 大雷太       | 直井正博                            | タワザー                                                                                                   | 7月14日        |
| 24   | Go! Go! 豪華客船                     | 平野靖士 伊藤康隆       | 高松信司         | 高松信司     | 中村旭良                            | デンシャウルス                                                                                             | 7月21日        |
| 25   | 海に消えた病原菌（ウイルス）         | 平野靖士 大庭圭司       | 石踊宏           | 石踊宏       | 山本佐和子                          | ガンセッキ                                                                                                 | 7月28日        |
| 26   | 子パンダ争奪戦                       | 渡辺麻実                | 森田風太         | ふくだみつお | 平岡正幸（キャラ） 高谷浩利（メカ） | ライゴーン                                                                                                 | 8月4日         |
| 27   | 流星群をぶっとばせ！                 | 平野靖士 伊藤康隆       | 川瀬敏文         | 川瀬敏文     | 佐々門信芳                          | | 8月11日        |
| 28   | 夏を取り戻せ！                       | 平野靖士                | 杉島邦久         | 大庭秀昭     | 直井正博                            | マーツリー                                                                                                 | 8月18日        |
| 29   | 空に散った貯金箱                     | まるおけいこ            | 石踊宏           | 石踊宏       | 山本佐和子                          | カーンモス                                                                                                 | 8月25日        |
| 30   | パパは禁煙中                         | 志茂文彦                | 高松信司         | 高松信司     | 中村旭良                            | ウーニン                                                                                                   | 9月1日         |
| 31   | 地上絵のひみつ                       | 園田英樹                | ふくだみつお     | ふくだみつお | 佐々門信芳                          | ナスカの地上絵ロボ                                                                                         | 9月8日         |
| 32   | 出た！ 超巨大合体                    | 平野靖士 伊藤康隆       | 川瀬敏文         | 川瀬敏文     | 平岡正幸（キャラ） 高谷浩利（メカ） | ビルドン                                                                                                   | 9月22日        |
| 33   | 友だちはカブキ小僧                   | 渡辺麻実                | 大庭秀昭         | 大庭秀昭     | 直井正博                            | カブキング                                                                                                 | 9月29日        |
| 34   | ぼくらのオリンピック                 | まるおけいこ            | 石踊宏           | 石踊宏       | 山本佐和子                          | タイックカーン                                                                                             | 10月6日        |
| 35   | 勇者に贈る音楽会                     | 志茂文彦                | 高松信司         | 高松信司     | 中村旭良                            | ヴィートル                                                                                                 | 10月13日       |
| 36   | ハロウィンの怪物                     | まるおけいこ            | 川瀬敏文         | 川瀬敏文     | 佐々門信芳                          | デス カボチャン1号 デス カボチャン2号                                                                      | 10月20日       |
| 37   | かいぶつ図書館                       | 志茂文彦                | ふくだみつお     | ふくだみつお | 平岡正幸（キャラ） 高谷浩利（メカ） | トッショガン                                                                                               | 11月3日        |
| 38   | 風になれ 白い馬                      | 平野靖士 伊藤康隆       | 大庭秀昭         | 大庭秀昭     | 直井正博                            | ゲートロン                                                                                                 | 11月10日       |
| 39   | めざせ宇宙パイロット                 | 平野靖士                | 石踊宏           | 石踊宏       | 山本佐和子                          | シャトランダー                                                                                             | 11月17日       |
| 40   | 壊滅！ ガイスター基地                | 渡辺麻実                | 高松信司         | 高松信司     | 中村旭良                            | | 11月24日       |
| 41   | マリオとジュリエット                 | 志茂文彦                | 森田風太         | 大畑清隆     | 佐々門信芳                          | ゲスイドン                                                                                                 | 12月1日        |
| 42   | 消防車 出動せよ！                    | まるおけいこ            | 大庭秀昭         | 大庭秀昭     | 直井正博                            | ケルベーザ （フライング ケルベーザ）                                                                       | 12月8日        |
| 43   | タクミは学校が好き?!                 | 平野靖士 岩崎しゅういち | 杉島邦久         | 石踊宏       | 山本佐和子                          | ショーガッコン                                                                                             | 12月15日       |
| 44   | サンタさんがいっぱい                 | 渡辺麻実                | 高松信司         | 高松信司     | 平岡正幸（キャラ） 高谷浩利（メカ） | マッスルクロース （ケンタクロース）                                                                        | 12月22日       |
| 45   | ピラミッドで大冒険                   | 園田英樹                | 石踊宏           | 石踊宏       | 平井久司 （中村プロ）               | ファラオーン                                                                                               | 12月29日       |
| 46   | 海底油田の罠                         | 平野靖士 伊藤康隆       | 杉島邦久         | 大畑清隆     | 佐々門信芳                          | グレンダー                                                                                                 | 1991年 1月12日 |
| 47   | 雪国の決戦                           | 平野靖士 富岡淳広       | 大庭秀昭         | 大庭秀昭     | 直井正博                            | アイス マンモス （ビッグ アイスト）                                                                        | 1月19日        |
| 48   | 本当の宝物                           | 平野靖士                | ふくだみつお     | 石踊宏       | 平岡正幸（キャラ） 高谷浩利（メカ） | | 1月26日        |

## 放送局
放送局名と系列は放送当時のもの
| 放送対象地域                               | 放送局             | 系列                                         | ネット形態           | 備考              |
| ------------------------------------------ | ------------------ | -------------------------------------------- | -------------------- | ----------------- |
| 中京広域圏                                 | 名古屋テレビ       | テレビ朝日系列                               | 制作局               |                   |
| 関東広域圏                                 | テレビ朝日         | テレビ朝日系列                               | 同時ネット           |                   |
| 北海道                                     | 北海道テレビ       | テレビ朝日系列                               | 同時ネット →先行放送 | [ 注 26 ]         |
| 青森県                                     | 青森テレビ         | TBS系列                                      | 遅れネット           |                   |
| 岩手県                                     | 岩手放送           | TBS系列                                      | 遅れネット           | [ 注 27 ]         |
| 宮城県                                     | 東日本放送         | テレビ朝日系列                               | 同時ネット           |                   |
| 秋田県                                     | 秋田放送           | 日本テレビ系列                               | 遅れネット           |                   |
| 山形県                                     | テレビユー山形     | TBS系列                                      | 遅れネット           |                   |
| 福島県                                     | 福島放送           | テレビ朝日系列                               | 同時ネット           |                   |
| 新潟県                                     | 新潟テレビ21       | テレビ朝日系列                               | 同時ネット           |                   |
| 長野県                                     | テレビ信州         | 日本テレビ系列 テレビ朝日系列                | 同時ネット           |                   |
| 静岡県                                     | 静岡けんみんテレビ | テレビ朝日系列                               | 同時ネット           | [ 注 28 ]         |
| 富山県                                     | 富山テレビ         | フジテレビ系列                               | 遅れネット           | [ 注 29 ]         |
| 石川県                                     | 石川テレビ         | フジテレビ系列                               | 遅れネット           |                   |
| 福井県                                     | 福井放送           | 日本テレビ系列 テレビ朝日系列                | 遅れネット           |                   |
| 近畿広域圏                                 | 朝日放送           | テレビ朝日系列                               | 先行放送             | [ 注 30 ]         |
| 広島県                                     | 広島ホームテレビ   | テレビ朝日系列                               | 同時ネット           |                   |
| 山口県                                     | テレビ山口         | TBS系列                                      | 遅れネット           |                   |
| 香川県 岡山県                              | 瀬戸内海放送       | テレビ朝日系列                               | 同時ネット           |                   |
| 愛媛県                                     | テレビ愛媛         | フジテレビ系列                               | 遅れネット           |                   |
| 高知県                                     | テレビ高知         | TBS系列                                      | 遅れネット           |                   |
| 徳島県                                     | 四国放送           | 日本テレビ系列                               | 遅れネット           |                   |
| 福岡県                                     | 九州朝日放送       | テレビ朝日系列                               | 同時ネット           |                   |
| 長崎県                                     | 長崎文化放送       | テレビ朝日系列                               | 同時ネット           | 1990年4月開局から |
| 熊本県                                     | 熊本朝日放送       | テレビ朝日系列                               | 同時ネット           |                   |
| 大分県                                     | 大分放送           | TBS系列                                      | 遅れネット           |                   |
| 宮崎県                                     | テレビ宮崎         | フジテレビ系列 日本テレビ系列 テレビ朝日系列 | 遅れネット           |                   |
| 鹿児島県                                   | 鹿児島放送         | テレビ朝日系列                               | 同時ネット           |                   |
| 沖縄県                                     | 琉球放送           | TBS系列                                      | 遅れネット           |                   |
| 未放送地域：山梨県・鳥取県・島根県・佐賀県 |                    |                                              |                      |                   |

## 関連商品

### 玩具・食玩・その他立体物
玩具
タカラ（現・タカラトミー）
- 巨大合体 キングエクスカイザー
- 巨大変形 ドラゴンカイザー
- 超巨大合体 グレートエクスカイザー（キングエクスカイザー・ドラゴンカイザーのセット）
- カイザーソード（電池で刀身が光る、攻撃音が鳴るギミック付。形状は前述の通り、作中後期の強化版に準拠）
- カイザーブレス（劇中アクション同様の機能に加え、追加釦で音と光の付加機能付。デザインは劇中登場のものと大幅に異なる）
- スカイマックス
- ダッシュマックス
- ドリルマックス
- 3体合体 ゴッドマックス（スカイマックス・ダッシュマックス・ドリルマックスのセット）
- ブルーレイカー
- グリーンレイカー
- 左右合体 ウルトラレイカー（ブルーレイカー・グリーンレイカーのセット）

ブルーレイカー、グリーンレイカーは翌年も『ファイバード』仕様のパッケージで再版されている。
- 3段変形 ダイノガイスト
- STD（スタンダード） キングエクスカイザー 完全巨大合体セット（廉価版エクスカイザー・同キングエクスカイザーのセット。変形は省略されているが、両者の合体は可能）
- STD グレートエクスカイザー 超巨大合体セット（新規造形の廉価版キングエクスカイザー・同ドラゴンカイザーのセット。両者の合体に加え、ドラゴンカイザーのみ変形可）
- 新世紀勇者復活計画 巨大合体 キングエクスカイザー（2001年発売の復刻版。放送当時にはなかったPL法により、対象年齢15歳以上とされている）
- 巨大合体 キングエクスカイザー 本当の宝物バージョン（『ブレイブサーガ 新章 アスタリア』販売などに因むキャンペーンの懸賞品。同玩具の金メッキ版）
- マスターピース キングエクスカイザー
- マスターピース ドラゴンカイザー
- マスターピース グレートエクスカイザー（MP版キングエクスカイザー・同ドラゴンカイザーのセット）
- TOYRISE キングエクスカイザー（合体方法も従来とは異なり背面に格納されての合体となる）
- TOYRISE ドラゴンカイザー（上記と同じ）
- TOYRISE エクスカイザー カイザーソードセット（タカラトミーモール限定）

食玩
カバヤ食品
- 勇者エクスカイザーチョコ
  - 第1弾 エクスカイザー、スカイマックス、ダッシュマックス、ドリルマックス、ブルーレイカー、グリーンレイカー（全種、差し替えでビークル形態に変形可能）
  - 第2弾 キングエクスカイザー、ゴッドマックス、ウルトラレイカー、ダイノガイスト（恐竜形態）

- PDエクスカイザーチョコ
  - エクスカイザー、キングエクスカイザー、ドラゴンカイザー、グレートエクスカイザー、スーパーゴッドマックス、スーパーウルトラレイカー

- 勇者エクスカイザーガム（軟質プラスチック製の組み立てモデル入りガム）
  - 第1弾 エクスカイザー、スカイマックス、ダッシュマックス、ドリルマックス（マックスチームは、ゴッドマックスに合体可能）
  - 第2弾 キングエクスカイザー、ブルーレイカー、グリーンレイカー（レイカーブラザーズは、ウルトラレイカーに合体可能）
  - 第3弾 グレートエクスカイザー、ドラゴンカイザー、スーパーゴッドマックス、スーパーウルトラレイカー（ドラゴンカイザーはドラゴンジェットに変形可能。スーパーゴッドマックスとスーパーウルトラレイカーはカバヤ食品オリジナルの強化形態）

- 勇者伝説ブレイブガム
  - キングエクスカイザー（第1弾にて発売）
  - ドラゴンカイザー（第2弾にて発売。キングエクスカイザーと揃えることで、グレートエクスカイザーに合体可）
  - グレートエクスカイザー【グレート合体セット】（第1弾キングエクスカイザー、第2弾ドラゴンカイザーのセット。付属シール変更のほか頭部塗装済み）

バンダイ
- 勇者列伝COLLECTION
  - キングエクスカイザー（第1弾にて発売）

- SMP ALTERNATIVE DESTINY 勇者エクスカイザー
  - キングエクスカイザー
  - ドラゴンジェット＆超巨大合体セット（プレミアムバンダイ：キャンディオンラインショップ通販限定【販売終了】。キングエクスカイザーと揃えることで、グレートエクスカイザーに合体可）

プラモデル
コトブキヤ
- D-STYLE キングエクスカイザー（エクスカイザーは差し替え変形可、巨大合体はキングローダーを交換用パーツに分解したのち、これとの差し替えで行う）
- グレートエクスカイザー（武器各種付属。既存のコトブキヤ製品のプラモデルとの互換機能あり）
- ダイノガイスト（キングエクスカイザー頭部付属。上記グレートエクスカイザーとの組み換えが可能）
- グレートエクスカイザー ゴールドメッキVer.（コトブキヤショップ限定品。必殺技発動状態をイメージした金メッキ仕様。ダイノガイストに付属したキングエクスカイザー頭部も付属）

ガレージキット
スタジオ・ハーフ・アイ
- 最小変形 キングエクスカイザー（通販限定で、カイザーソード用エフェクトパーツが付属）
- 最小変形 ドラゴンカイザー（通販限定で、グレートエクスカイザー用カイザーソードが付属）

アクションフィギュア
ユージン
- マスターアクション グレートエクスカイザー

シーエムズコーポレーション
- メカアクションシリーズ
  - キングエクスカイザー
  - 2大勇者セット グレートエクスカイザー＆グレートファイバード

小スケールフィギュア
ユージン
- TFC ブレイブコレクション Part1
  - キングエクスカイザー
  - 星川コウタ＆月山コトミ

タカラトミーアーツ
- THE勇者コレクション
  - キングエクスカイザー

バンダイ
- NEOロボティクス ACT1
  - キングエクスカイザー

### 映像・音楽ソフト
以下特記のない限り、いずれも発売元はキングレコード。本作品は他のアニメのように、本放送当時にはメディア展開に恵まれた作品とは言えず、サウンドトラックCDは作中にて使用された多くのBGMが未収録となり、ビデオ販売も途中で終了している。このため完全版の映像ソフト・サウンドトラックCDのリリースが実現したのは、本放送時から実に15年近くもの歳月を経てのことであった。
ビデオ
- 勇者エクスカイザー（1990年7月21日 - 1991年1月21日、全10巻）

各巻2話収録、20話までがソフト化された。
- 勇者エクスカイザー　スペシャル・ヒーロー大図鑑（1990年12月21日）

DVD
- 勇者エクスカイザー DVD-BOX（2004年7月23日、ジェネオンエンタテインメント） 
  - 全48話収録、8枚組。2008年1月からは、DVDレンタルも開始された。

CD
- Music fromエクスカイザーVol.1（1990年5月21日）
- Music fromエクスカイザーVol.2（1990年10月21日）
- 勇者エクスカイザー 総音楽集（2004年7月22日）
  - 上記「Music fromエクスカイザー」には未収録だった楽曲も網羅した、2枚組アルバムとしてリリース。

### 関連書籍
- ケイブンシャの大百科415 勇者エクスカイザー大百科（1990年5月17日、ケイブンシャ）
- 講談社ポケット百科シリーズ68 勇者エクスカイザー大事典（1990年8月1日、講談社）
- 勇者シリーズ グレートメモリアルブック 勇者エクスカイザー（2012年10月20日、新紀元社）

### ゲーム
- ブレイブサーガシリーズ
  - 『新世代ロボット戦記ブレイブサーガ』（1998年12月17日、PlayStation）
  - 『ブレイブサーガ2』（2000年5月2日、PlayStation）
  - 『ブレイブサーガ 新章 アスタリア』（2001年1月26日、ゲームボーイカラー）
- 『スーパーロボット大戦X-Ω（2018年12月9日、iOS / Android）